# Francisco Chamorro
Francisco Ramón Chamorro Paiva (* 7. August 1981 in La Plata) ist ein argentinischer Radrennfahrer.

## Karriere
Francisco Chamorro gewann 2003 den Grande Prémio Sao Paulo. In der Saison 2006 war er auf einem Teilstück der Volta de Goias erfolgreich und er gewann die Volta do ABC Paulista. 2007 gewann er die beiden Eintagesrennen Copa da Republica de Ciclismo und Grande Prémio Sao Paulo, sowie zwei Etappen bei der Vuelta Ciclista del Uruguay. In der Saison 2008 war er auf einem Teilstück der Volta do Estado de São Paulo erfolgreich und 2009 gewann er die Copa América de Ciclismo, die er 2012 erneut auf dem ersten Platz abschloss. Bei der Rundfahrt Rutas de América gewann er 2012 zwei Etappen.

## Erfolge
2007
- zwei Etappen Vuelta Ciclista del Uruguay

2008
- eine Etappe Volta do Estado de São Paulo

2009
- Copa América de Ciclismo

2010
- Prova Ciclística 9 de Julho
- eine Etappe Tour do Brasil Volta Ciclística de São Paulo-Internacional

2012
- Copa América de Ciclismo
- zwei Etappen Rutas de América
- zwei Etappen Tour do Brasil Volta Ciclística de São Paulo-Internacional

2013
- Copa América de Ciclismo

2015
- vier Etappen Vuelta Ciclista del Uruguay

2017
- Mannschaftszeitfahren Vuelta Ciclista al Uruguay